# Adam Rayski
Pour les articles homonymes, voir Rayski.
Adam Rayski (né Abraham Rajgrodski) le 14 août 1913 à Białystok en Pologne et mort le 11 mars 2008 à Paris 17e, est un résistant et historien français, cofondateur du Crif et militant des droits de l'homme.

## Biographie
Né dans une famille juive polonaise aisée, il s'engage très jeune au Parti communiste clandestin. Il devient responsable de la « gauche scolaire » puis secrétaire du Komsomol de sa ville, ce qui lui vaut d'être exclu du lycée pour activités subversives. Aussi émigre-t-il en France fin 1932, où il suit des études de journalisme à la Sorbonne et à l’École libre des sciences politiques.
En janvier 1934, sa « section juive » de la Main-d'œuvre immigrée (MOI), au sein du Parti communiste français, lance un quotidien en yiddish, Naïe presse (Presse nouvelle). Il y est engagé comme journaliste et permanent du Parti, et travaille en même temps à L’Humanité, sous la direction d’André Marty, puis de Paul Vaillant-Couturier.
En 1938 il épouse Idesza (Jeanne) Zaromb, juive polonaise comme lui, qui sera son agent de liaison pendant la guerre.
Adam Rayski rejoint en 1940 un régiment de l’armée polonaise, alliée de la France, à Coëtquidan, et est fait prisonnier pendant la débâcle. Il s’évade d'un camp de transit de prisonniers de guerre à Nantes et rentre à Paris le 14 juillet 1940. Il y participe à la création du mouvement de résistance juive au sein des Francs-tireurs et partisans - Main-d'œuvre immigrée (FTP-MOI), la section immigrée du mouvement résistant des FTP. En avril 1941, il est envoyé en zone sud où il s'occupe notamment de l'évasion des communistes étrangers internés dans les camps de Gurs et du Vernet. En septembre 1941, Adam Rayski devient responsable national de la MOI. Revenu à Paris, il s'occupe de la presse clandestine qui sensibilise les Juifs aux menaces de déportation. En 1943, il est un des cofondateurs du Conseil représentatif des institutions juives de France (Crif), alors dénommé Comité général de défense juive - CGD - organisation clandestine dont la mission est d'aider les Juifs.
Après guerre, Adam Rayski est décoré de la médaille de la Résistance et de la croix de guerre. En 1949, il rentre en Pologne où il devient responsable d'éditions de la presse communiste, puis démis de ses fonctions, il retourne en France en 1957 et rompt avec le Parti communiste polonais. En 1959, il est arrêté pour complicité dans le cadre de l'affaire Bertelé, un responsable du renseignement polonais en France. Condamné à 7 ans de prison en juillet 1961, il est libéré dès mars 1963 grâce à l'intervention d'anciens résistants. Il écrit plusieurs livres sur l'histoire de la résistance juive en France et préside l'Union des résistants et déportés juifs de France (URDF). Il devient en 2003 président d'honneur de l'UJRE (Union des Juifs pour la résistance et l'entraide) et participe à la rédaction des dossiers MOI de la PNM (Presse Nouvelle Magazine).
Adam Rayski est le père de Benoît Rayski.
Il meurt à Paris 17e à l'age de 95 ans,, il est enterré le 13 mars 2008 à Paris, au cimetière du Père-Lachaise (76e division.

## Publications
- Nos illusions perdues, 1985, éditions Balland. Traduction allemande Zwischen Thora und Partei, Herderbücherei, Freiburg, 1987
- Le sang de l'étranger - les immigrés de la MOI dans la Résistance, avec Stéphane Courtois et Denis Peschanski. 1989, éditions Fayard. Traduction allemande L'Affiche rouge, Immigranten und Juden in der französischen Résistance, Verlag Schwarze Risse, Berlin, 1994
- Qui savait quoi ?, avec Stéphane Courtois, 1989, éditions La Découverte.  (ISBN 978-2-7071-1705-2)
- Le choix des Juifs sous Vichy - Entre soumission et résistance, 1992, éditions La Découverte. 1992. Traduction américaine The choice of the Jews under Vichy. Between Submission and Resistance, publiée en association avec le Musée mémorial de l'Holocauste à Washington, University of Notre Dame Press, 2005
- De Gaulle et les Juifs (1940-1944), publié par l’Union des résistants et déportés juifs de France, Paris, juin 1994
- Le soulèvement du ghetto de Varsovie et son impact en Pologne et en France, collectif, avec Georges Wellers, André Kaspi, Bronia Klibanski. Édité par le Centre de documentation juive contemporaine (CDJC).  (ISBN 978-2-902041-01-5)
- Au stand de tir - Le massacre des résistants - Paris 1942-1944 (sur le stand de tir de Balard, lieu de torture et d'assassinats). [PDF] brochure téléchargeable
- L'affiche rouge (voir Affiche rouge), [PDF] brochure téléchargeable
  - Ces deux derniers ouvrages sont publiés parmi les brochures historiques de la Ville de Paris
- La rafle du Vélodrome d'hiver (voir Rafle du Vélodrome d'Hiver), 2002, mairie de Paris: brochure téléchargeable

## Distinctions
- Croix de guerre 1939–1945
- Médaille de la Résistance française